# Mihail Pascaly
Mihail Pascaly (n. 1830, București, Țara Românească – d. 30 septembrie 1882, București, România) a fost un actor român, regizor, director de teatru, profesor, traducător, autor dramatic și publicist. A fost un animator al vieții teatrale din România. Activitatea lui a fost legată de mișcarea pentru afirmarea și dezvoltarea artei și culturii naționale românești. Prin călătoriile sale în străinătate a ținut legătura cu realizările din arta scenică a timpului. A fost director al Teatrului Național până în 1877. A efectuat numeroase turnee prin România și Austro-Ungaria, în care a propagat mesajul artei autentice, dar a făcut eforturi și pentru a introduce teatrul românesc în circuitul culturii mondiale. Pascaly a luat atitudine publică, fiind un puternic critic împotriva nepăsării oficiale față de cultura artistică și față de comercializarea teatrului din perioada sa.
Pascaly a introdus în repertoriul scenei românești marea literatură dramatică universală, reprezentată de Shakespeare, Dumas, Vigny, etc. O dată cu aceasta el a deschis și drumul melodramei. Susținând dramaturgia originală, a introdus în repertoriul său mai ales piesele istorice. Deși Pascaly a dovedit talent și pentru comedie („Revizorul”, după Gogol), stilul său de joc s-a adaptat în special dramei romantice. Pascaly însoțea forța de expresie în rostirea textului cu gestul generos; înflăcărarea sa scenică supradimensiona personajele interpretate. Sinceritatea pasionată, patetismul jocului său transmiteau spectatorului o adâncă emoție. A jucat în piese precum: „Idiotul”, „Hamlet”, „Ștrengarul de Paris”, „Sărmanul Jack” sau comediile lui Victorien Sardou, o parte din care el însuși le-a tradus.
1873 - Soția sa, actrița Matilda Pascaly, moare pe scenă,  din cauza manevrării greșite a cablurilor ce o țineau în zbor. Juca rolul îngerului din Don Juan de Marana.

## In memoriam
În 1882 sculptorul Ioan Georgescu a realizat portretul actorului Mihail Pascaly, turnat în bronz pentru a fi expus în foaierul Teatrului Național. În prezent, portretul există în mai multe exemplare: - bronzul original, aflat și acum la Muzeul Teatrului Național din București; - un exemplar în bronz la Muzeul de Artă Brașov (inv. 192); - un exemplar în gips patinat la Muzeul Județean de Artă Prahova (inv. 163); - un exemplar în gips patinat la Muzeul Național de Artă al României (inv. 1081), care are sub brațul stâng semnătura Martin, ceea ce indică faptul că a fost turnat la Paris; - un exemplar cumpărat în 1927 de Muzeul Toma Stelian și transferat în 1948 în Muzeul Național de Artă al României. Semnat, datat pe umărul stâng: I. Georgescu 1882.

## Note

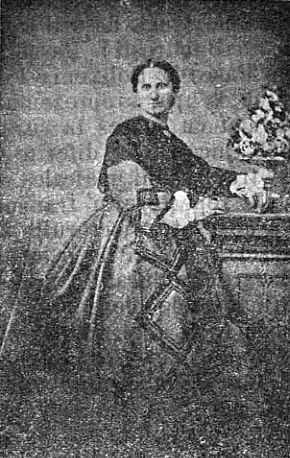
Matilda Pascaly